# Chuck McCann
Charles John Thomas „Chuck” McCann (ur. 2 września 1934 w Nowym Jorku, zm. 8 kwietnia 2018 w Los Angeles) – amerykański aktor filmowy, telewizyjny i głosowy, komik, lalkarz i prezenter. Znany był głównie jako prezenter telewizyjnych programów i animacji dla dzieci, a także prowadził własny program The Chuck McCann Show. Często użyczał swojego głosu w filmach i serialach animowanych, a także w grach komputerowych i w reklamach.
W latach 1958–1966 był mężem Susan O’Connor, z którą miał syna Seana, który zmarł w 2009 roku. Od 1977 roku był żonaty z Betty Fanning, z którą miał dwie córki.
Zmarł w 2018 roku w wieku 83 lat na niewydolność serca.